# Landon de Reims
 (mars 2019).
Pour les articles homonymes, voir Landon.
Landon est le vingt-quatrième archevêque de Reims, prédécesseur immédiat de saint Nivard. Il est en fonction de 646 à 649.
Homme riche et puissant, il succède à l'archevêque Anglebert. Durant son magistère, il donne à son Église trois patènes, un bracelet d'or et une « tour d'or » — en fait un tabernacle ayant la forme d'une tour, suspendu au-dessus de l'autel comme le veut la tradition dans cette cathédrale —, qu'il a fait exécuter pour l'accomplissement d'un vœu. Il lègue ses biens à l’Église, et conformément à ses dernières volontés, il est inhumé dans l'église Saint-Remi,.